# Ferdinand de Braekeleer
Pour les articles homonymes, voir de Braekeleer.
Ferdinand de Braekeleer, dit Ferdinand de Braekeleer l'Ancien pour le distinguer de son fils, né le 12 février 1792 et mort à Anvers le 16 mai 1883  est un peintre et graveur belge. 
Sa palette couvre le champ pictural de la peinture d'histoire, de scènes de genre et de sujets d'art sacré. Élève de Mathieu-Ignace Van Brée à l'académie royale des beaux-arts d'Anvers, il se rend ensuite en Italie de 1819 à 1823. Établi à Anvers, il est reconnu par ses pairs, grâce à ses sujets historiques à la veille de la révolution belge de 1830. 
Ses peintures de genre connaissent également un succès qui conduit plusieurs musées européens (à Bruxelles, Anvers, Bruges, Paris, Haarlem, Hambourg, Oslo, Saint-Pétersbourg)  à acquérir ses œuvres. L'atelier de Ferdinand de Braekeleer a formé nombre de peintres belges, dont le plus célèbre est son fils Henri de Braekeleer.

## Biographie

### Origines et formation
Ferdinand de Braekeleer, issu de parents modestes (Jean Ferdinand Joseph de Braekeleer (1744-1801), serrurier travaillant dans une forge, et Jeanne Bernardine Antoinette Seghers (1758-1804), devient orphelin à l'âge de douze ans. Il est dès lors élevé par son oncle, Arnold de Braekeleer, supérieur du couvent des Minimes, jusqu'au jour où le monastère anversois est transformé en caserne. En 1806, Ferdinand de Braekeleer suit les cours de dessin du peintre Mathieu-Ignace Van Brée qui le prend sous sa protection, puis ceux de l'Académie royale des beaux-arts d'Anvers, toujours sous l'égide de Van Brée. Lauréat du cours moyen en 1809, de Braekeleer remporte en 1811, les premiers prix de dessin d'après nature, de perspective pittoresque et d'anatomie.

### Premiers succès
En 1811, Mathieu-Ignace Van Brée crée à Anvers la Société pour l'encouragement des beaux-arts, à l'instar de celle qui existe à Bruxelles. Le premier Salon d'Anvers organisé par la société a lieu en 1813. La peinture d'histoire a pour sujet : « Le Moment où Énée s'apprête à recevoir sur ses épaules le vieil Anchise, chargé des dieux pénates ». Parmi les concurrents, Ferdinand de Braekeleer remporte le premier prix, assorti d'une somme de 800 francs et se fait un nom, même, si - selon Henri Hymans - il n'a pas produit un chef-d'œuvre. En 1815, la Société pour l'encouragement des beaux-arts lui offre, de surcroît, un traitement annuel de 2 400 francs durant trois ans, afin qu'il puisse parfaire ses études à l'étranger (deux ans et demi à Rome et six mois en Allemagne). La faveur n'est cependant pas concrétisée et de Braekeleer reste à Anvers où il expose cinq œuvres au salon de 1816. Ces œuvres offrent le témoignage des progrès du jeune peintre qui concourt l'année suivante au Salon de Gand et où il obtient le premier prix grâce à son Tobie rendant la vue à son père. En 1819, ses scènes de genre recueillent la faveur du public. 

### Voyage en Italie
En décembre 1819, de Braekeleer peut enfin se rendre en Italie, en qualité de pensionnaire du roi des Pays-Bas et commence à travailler en avril 1820. Cependant, l'accueil des peintres italiens est assez froid. En août 1821, de Braekeleer reçoit la visite à Rome de son maître Mathieu-Ignace Van Brée. À Noël, maître et élève se mettent en route pour Naples où ils demeurent durant deux mois avant de regagner Rome. En avril 1822, de Braekeleer suit son maître à Ancône, Florence, Bologne et Venise, pour traverser la Suisse et gagner Paris où il est installé en juin. De la capitale française, il expédie plusieurs tableaux au salon d'Anvers de 1822. Il réalise des toiles sur des sujets italiens comme La Fermière de Frascati (1822) ou La Grotte de Neptune à Tivoli (1822). Il regagne Anvers en avril 1823.

### Retour à Anvers
De retour à Anvers, ayant pour objectif avoué de tirer le meilleur profit de son art, Ferdinand de Braekeleer qui s'était déjà essayé à divers domaines, par exemple la peinture religieuse (un Saint Sébastien destiné à l'église Notre-Dame de la Vigne à Wijnegem en 1818 ou une toile pour l'Église Notre-Dame de Laeken à Bruxelles). Cependant, à partir de 1823, fixé définitivement dans sa ville natale, il représente des sujets issus d'épisodes de la vie des peintres flamands de l'Âge d'or de la peinture néerlandaise : Rubens, Jan Steen,… Ses œuvres trouvent rapidement des acquéreurs. La Société royale des beaux-arts de Bruxelles, celle d'Anvers et l'académie d'Amsterdam veulent compter en leurs rangs de Braekeleer qui célèbre l'héroïsme des Anversois au XVIe siècle, à la veille de la révolution belge de 1830. En octobre 1827, il épouse Marie-Thérèse Leys, dont le frère, Henri Leys, devient son élève. Ferdinand de Braekeleer et sa femme deviennent parents de onze enfants (dont deux morts à la naissance), nés entre 1828 et 1843. 

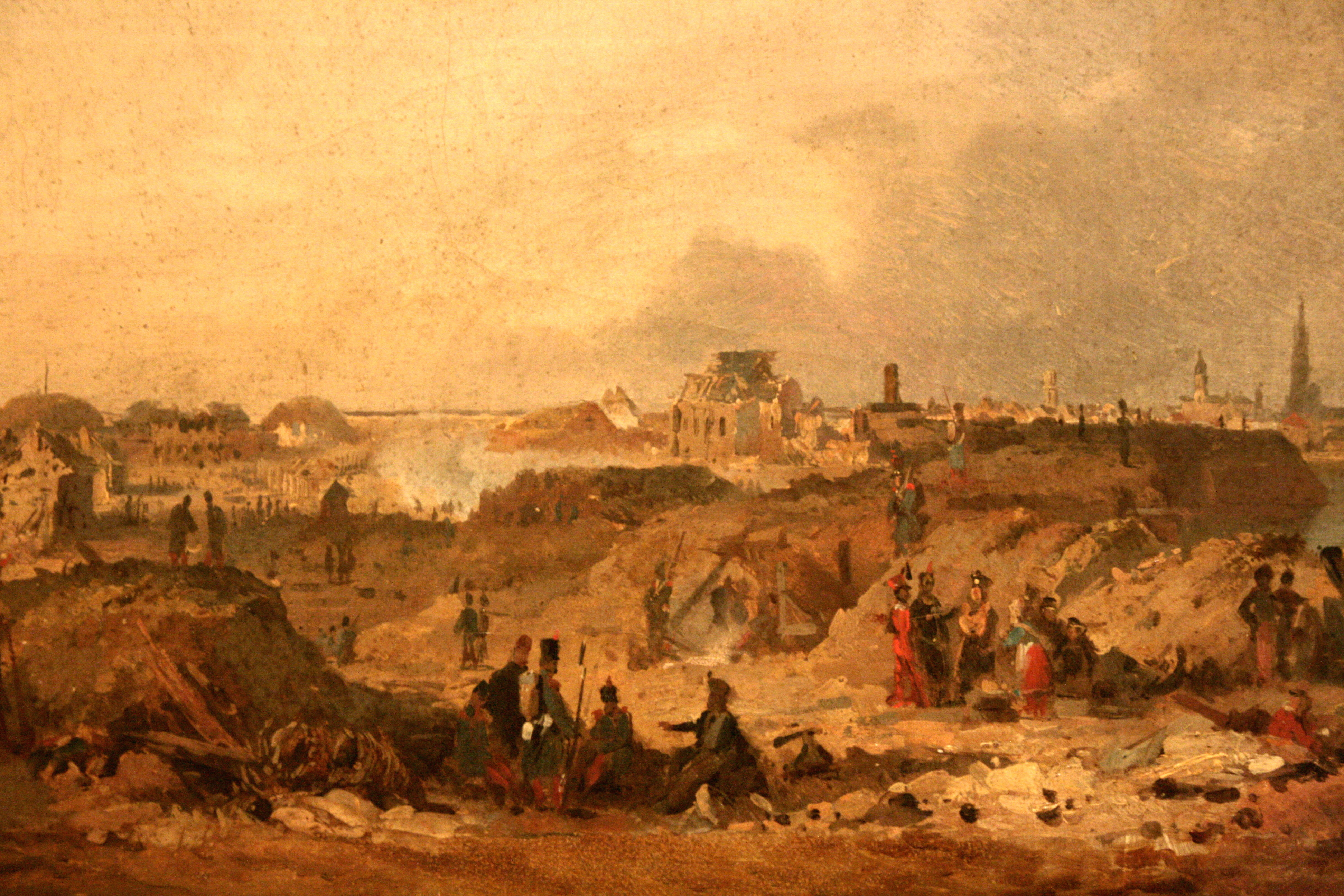
Vue de la citadelle d'Anvers après le bombardement de 1832
Musées royaux des beaux-arts de Belgique, Bruxelles

Au Salon d'Anvers organisé en 1831, de Braekeleer expose six œuvres d'importance inégale, mais, selon Henri Hymans, « frappantes par la souplesse du talent de leur auteur.. » Son Défense de Tournai par la princesse d'Espinoy est peut-être l'ouvrage le plus complet de l'exposition. Un peu plus tard, ses scènes de genre et surtout sa Vue de la citadelle d'Anvers après le bombardement de 1832 lui valent alors la célébrité. Son œuvre dépeignant le bombardement, le siège et la reddition de la citadelle d'Anvers, lui offrent un ensemble d'études remarquables. L'incendie de l'entrepôt lui permet d'étudier les effets dont il devait plus tard trouver l'emploi dans sa grande toile de la Furie espagnole. Il a été, l'un des premiers, admis à pénétrer dans la place fortifiée après la reddition de la ville et remplit des carnets de croquis retraçant l'aspect des casemates, les fronts intérieurs ou le réduit de Chassé. Il retrace ensuite en un vaste tableau, l'ensemble de la citadelle après le départ des Hollandais, œuvre qui, selon Henri Hymans, est restée l'une de ses meilleures. Son séjour italien, où il a appris à illuminer sa palette, lui permet de donner une composition issue d'un pinceau rompu à l'exercice de la peinture de paysage.
La réputation de Ferdinand de Braekeleer s'accroît rapidement. Au Salon de Bruxelles de 1836, il obtient une médaille d'argent pour La Maîtresse d'école qu'il refuse car sa peinture d'histoire Furie espagnole n'a pas été récompensée. Bien que dans son œuvre, certains types se répètent avec une constance parfois lassante, il se montre toujours metteur en scène fort habile. Lorsque Le Comte de mi-carême et le Jubilé de cinquante ans de mariage sont dévoilés au salon de Bruxelles de 1839, l'enthousiasme du public est très vif et il élevé au rang de chevalier de l'ordre de Léopold « en considération du beau talent dont il a donné des preuves. »

### Héritage
Son influence sur les artistes belges est marquante. En 1847, il est nommé au sein de l'académie royale de Belgique. Il expose encore au salon d'Anvers de 1852 La Médecine, une toile où il « a rarement été aussi simple, […] aussi vrai ».. Élu membre de l'académie de Saint-Pétersbourg, en 1861, il y expose huit ans plus tard, alors qu'il est âgé de 77 ans, une Scène de marché que la Zeitschrift für bildende Kunst cite parmi les œuvres marquantes du salon. 
De tout temps, les élèves se pressent dans son atelier, à commencer par ses fils, Ferdinand de Braekeleer (le Jeune) (1828-1857) et Henri de Braekeleer (1840-1888), le peintre plus marquant de la famille, et son neveu Adrien de Braekeleer (1818-1904). Il a aussi formé des peintres comme son beau-frère Henri Leys, Jacob Jacobs, François Antoine De Bruycker, Xavier De Cock, Aloïs Hunin, Henri Carpentero, Célestin Marschouw, Louis Somers ou Pierre-Joseph Witdoeck, initiant ainsi l’École belge de peinture du XIXe siècle.
Veuf en 1874, la santé de Ferdinand de Braekeleer décline rapidement. Toutefois, il parvient à manier le pinceau jusqu'à la fin de sa vie, laissant inachevé un grand tableau de la Fête de Saint-Thomas, sujet qu'il avait traité bien des années auparavant pour le roi des Belges, mais l'œil et la main ne servaient plus qu'imparfaitement sa pensée. Entouré par ses filles, il meurt à Anvers le 16 mai 1883, à l'âge de 91 ans.

## Réception critique
Tandis qu'il présente Le Dévouement des citoyens d'Anvers en 1576 et L'Heureux ménage à l'exposition des beaux-arts d'Anvers de 1837, la critique se montre élogieuse :

« M. de Braeckeleer [sic] est sans contredit, l'un de nos meilleurs peintres de genre, et de plus il a formé d'excellents élèves qui marcheront sur ses traces.[...] Il y avait sans doute de grands défauts dans Le Dévouement des citoyens d'Anvers en 1576, mais il y avait aussi les preuves d'un talent distingué et cette première tentative faisait plus que promettre. Aujourd'hui que M. de Braeckeleer renforçant les couleurs de ce tableau qui figure encore au salon d'Anvers, a prouvé sa docilité à suivre les conseils de la critique. Nous persistons plus que jamais à lui prédire de beaux succès dans les tableaux historiques. Son dessin est correct et assuré, c'est un grand point; la hardiesse lui manque et l'énergie des couleurs, et c'est ce qu'il aura le plus de peine à acquérir, mais le proverbe est incontestable : qui veut peut. L'Heureux ménage est un charmant tableau de genre qui justifie la grande réputation de M. de Braeckeleer. »

## Honneurs
Ferdinand de Braekeleer est ,:
- Chevalier de l'ordre de Léopold (Belgique, 6 décembre 1839).
- Officier de l'ordre de Léopold (Belgique, 28 mai 1872).

## Œuvre

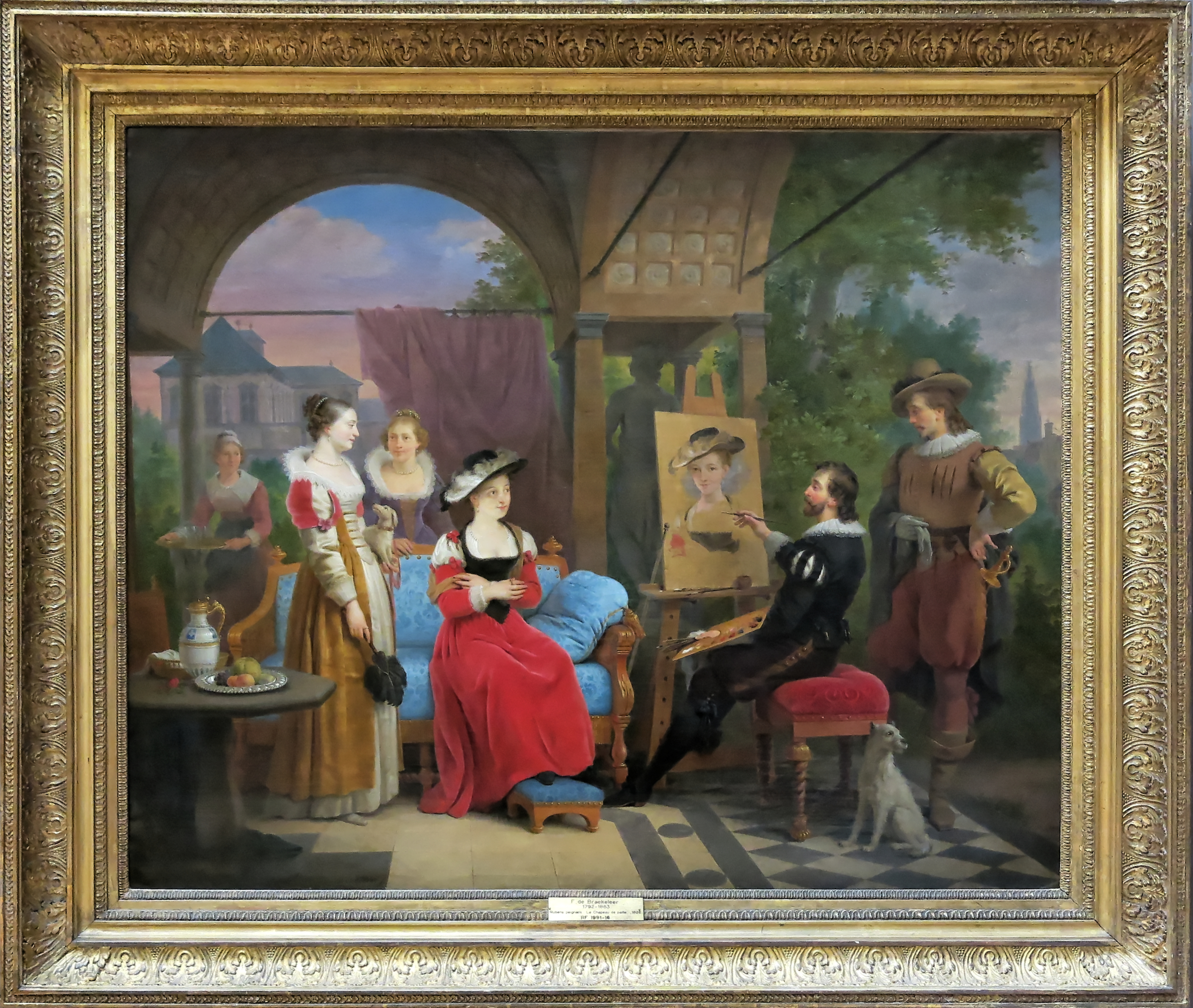
Rubens peignant le "Chapeau de paille" dans un pavillon de son jardin, 1826, musée du Louvre, RF 1991-16.
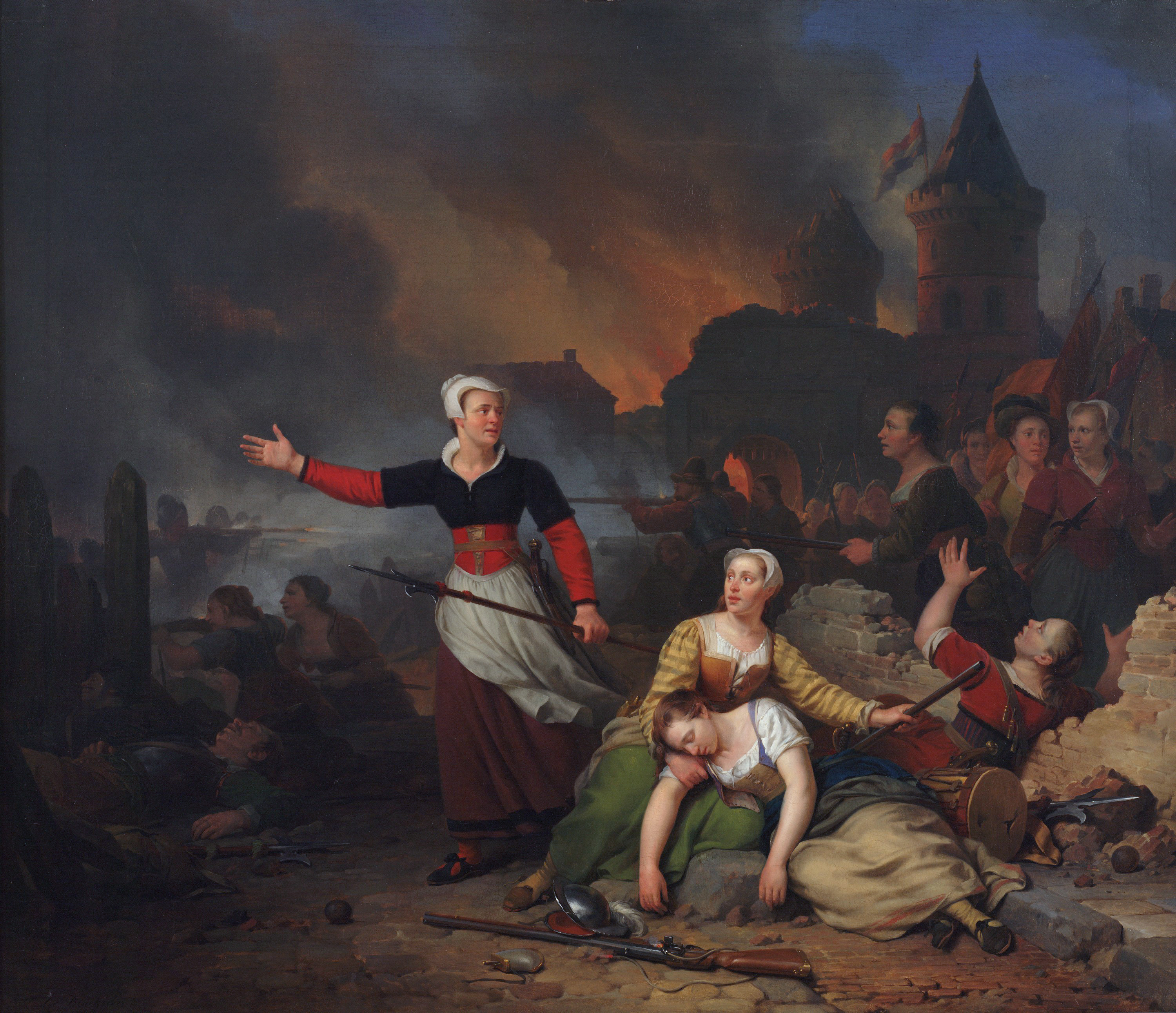
Kenau Simonsdochter Hasselaer au siège de Haarlem, 1829, musée Teyler à Haarlem.
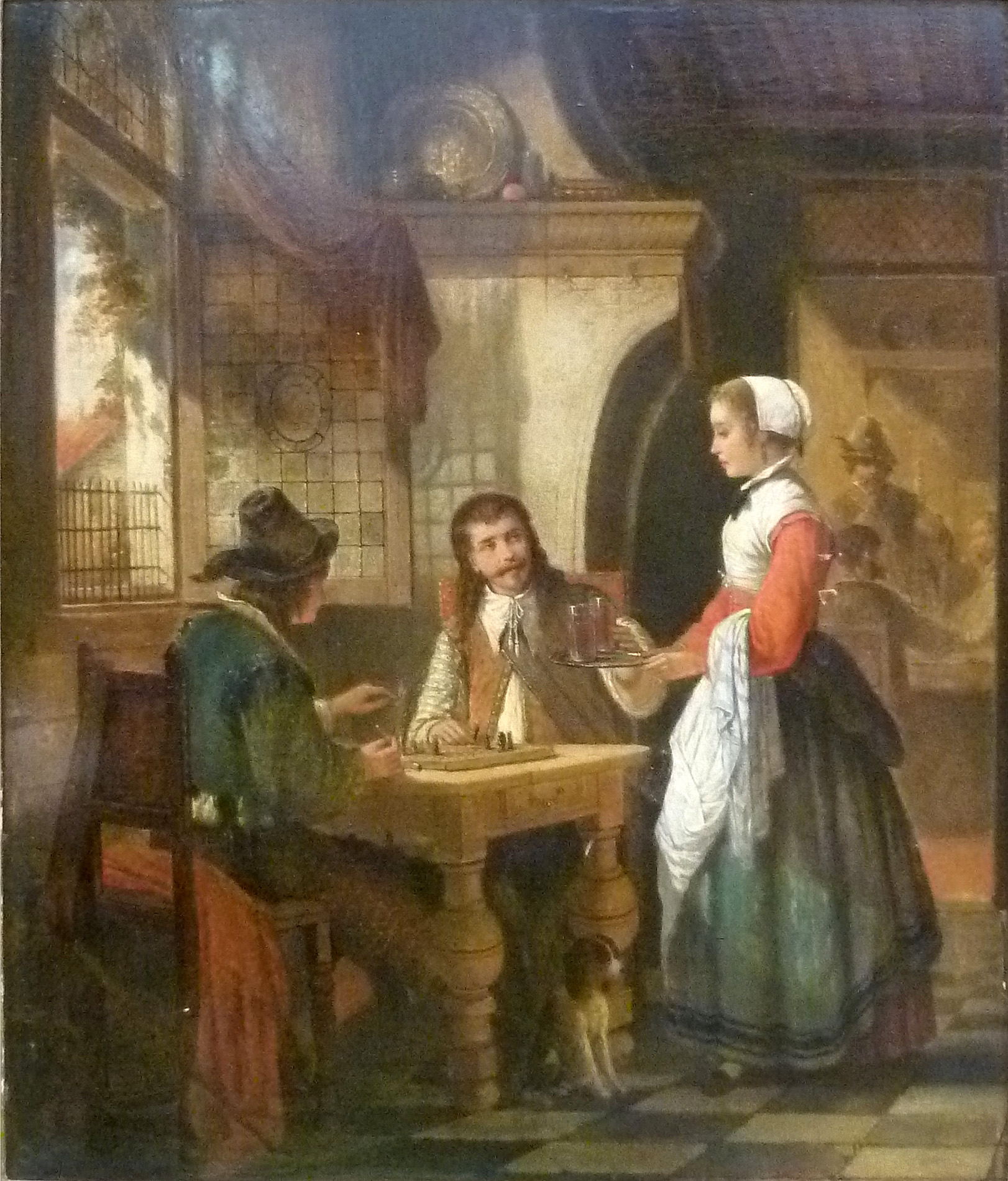
Joueurs d'échecs dans une auberge.
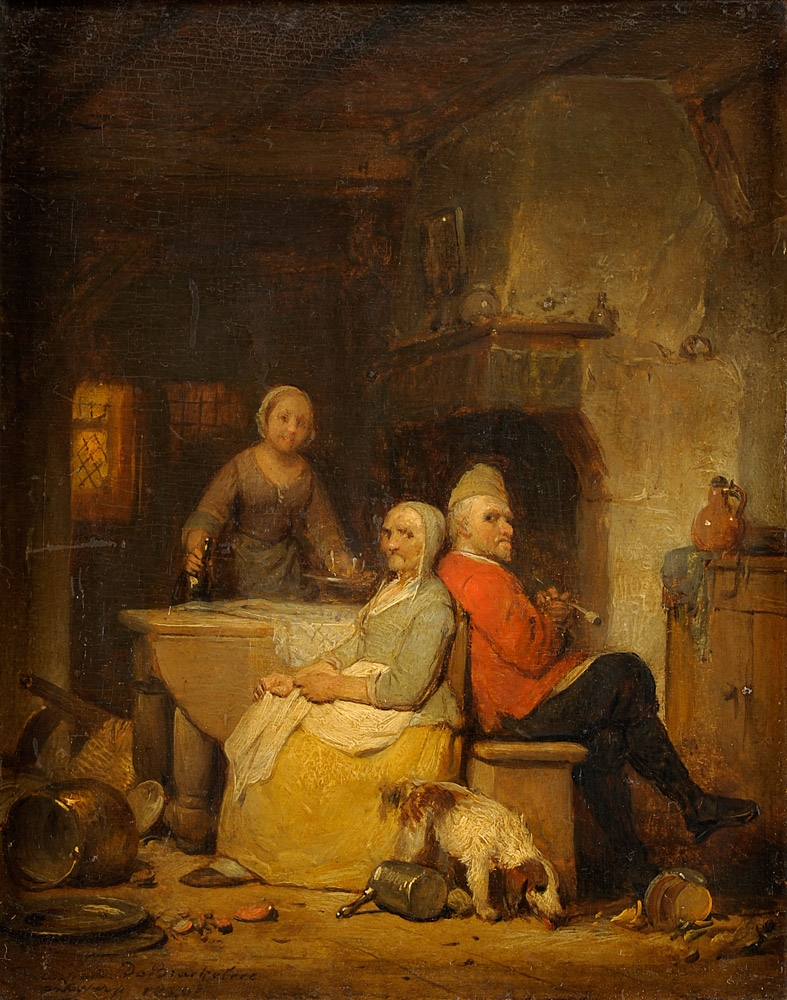
La Bénédiction de la maison, 1850.
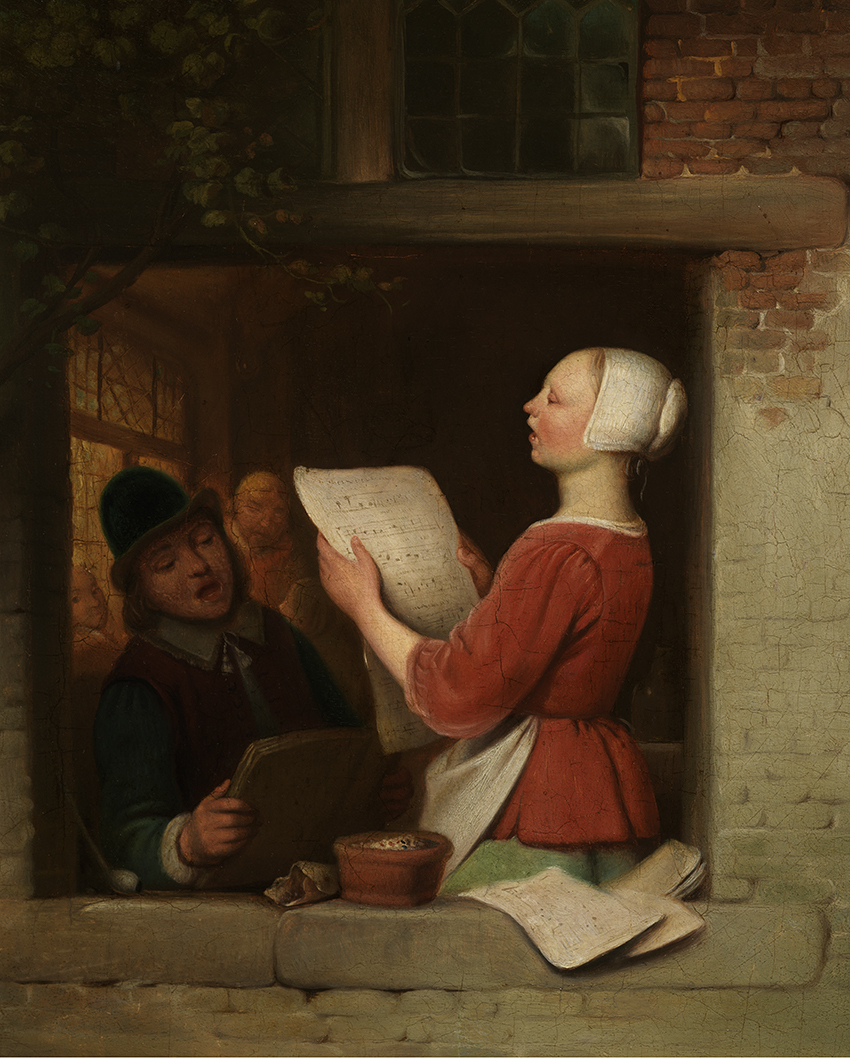
Les Chanteurs, vers 1875, Musée Groeninge à Bruges.
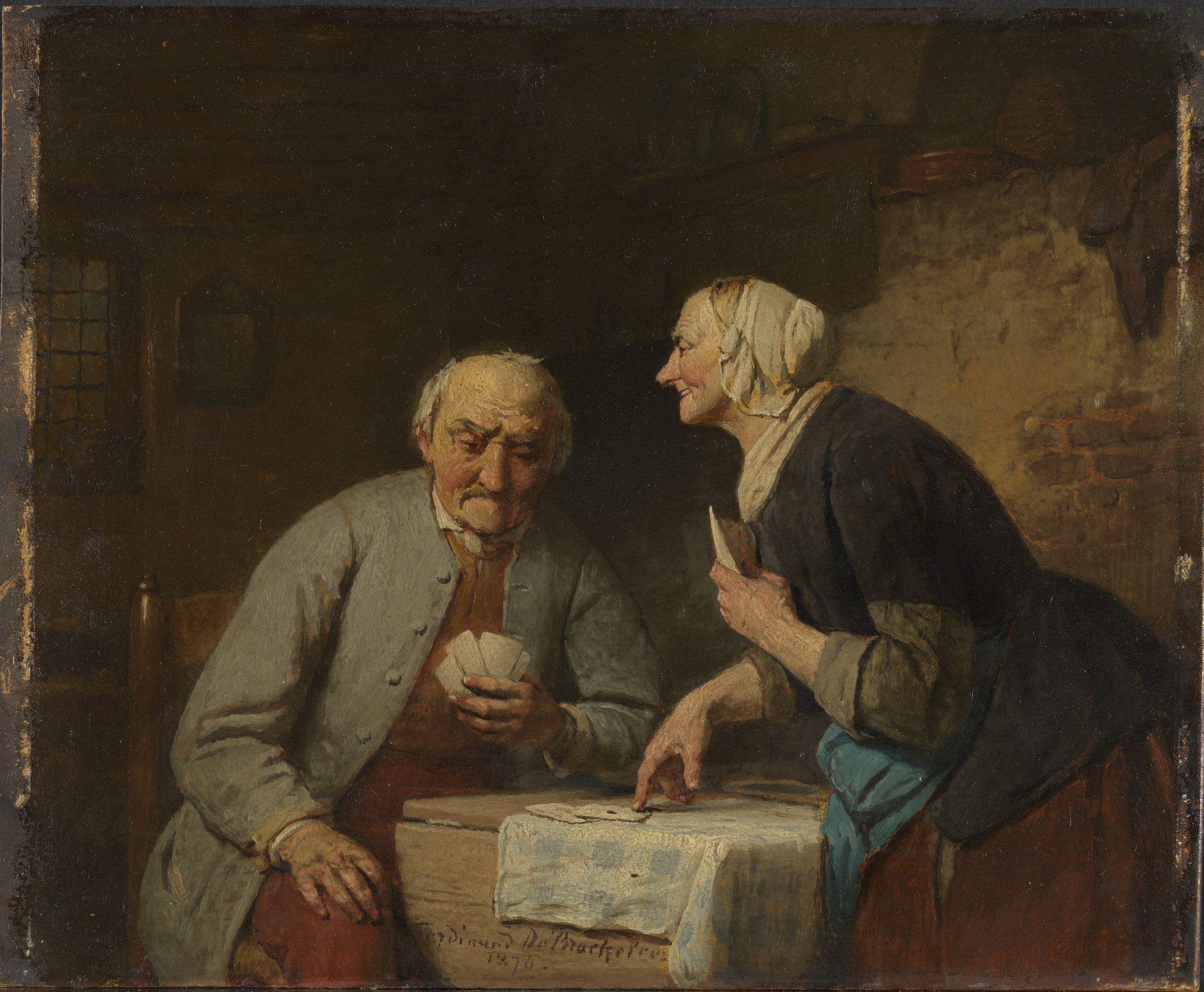
Atout, 1876, Musée national de l'art, de l'architecture et du design de Norvège.
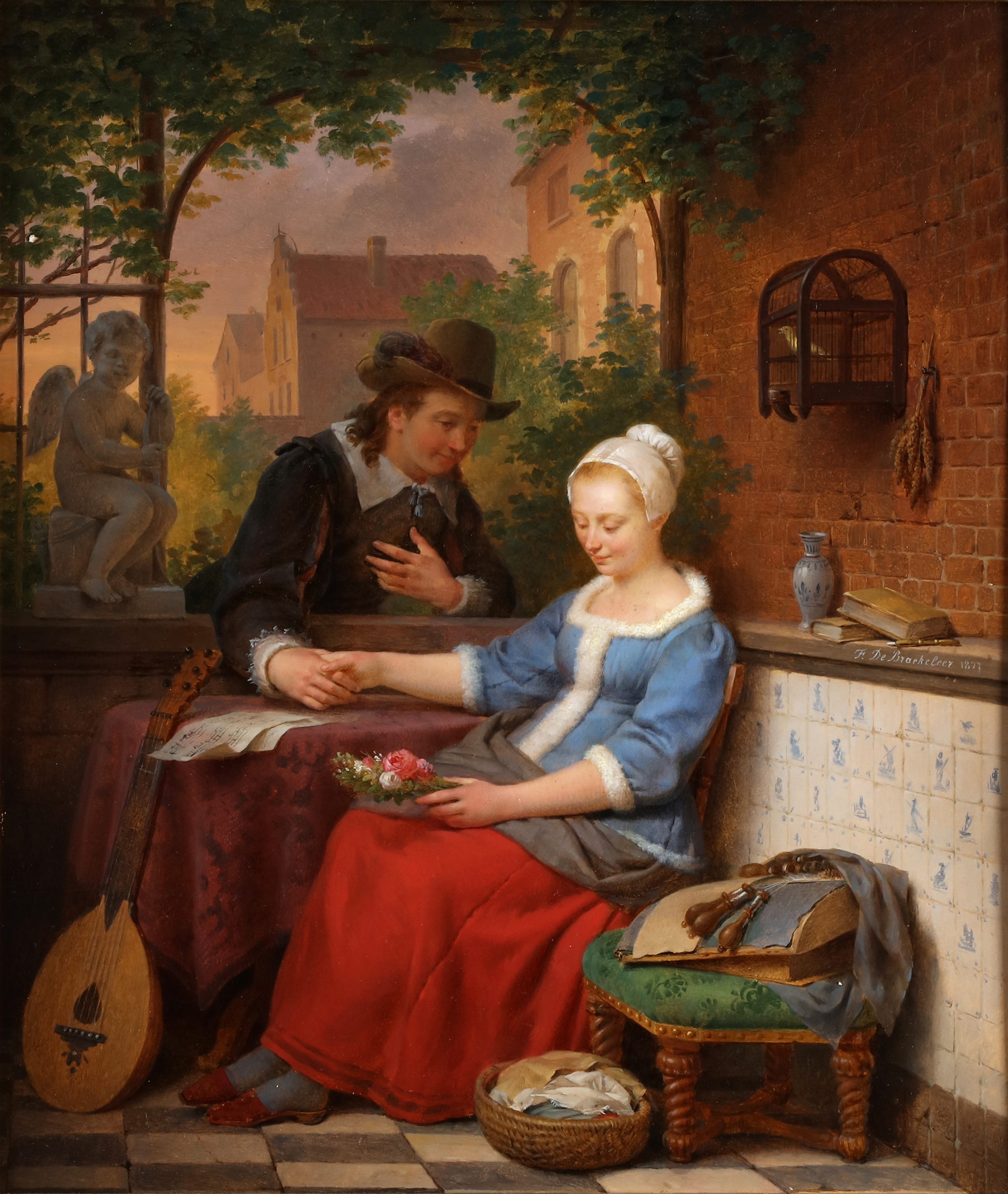
Courtisan.

### Dessins
- Intérieur d'une ferme avec des paysans, dessin, conservé au musée du château de Weimar ;

Il a également laissé une dizaine d'eaux-fortes et des lithographies.